# Wiesen und Weiden nordöstlich des Breiten Wassers
Die Wiesen und Weiden nordöstlich des Breiten Wassers sind ein ehemaliges Naturschutzgebiet in der Gemarkung Teufelsmoor der Stadt Osterholz-Scharmbeck im Landkreis Osterholz, Niedersachsen.

## Allgemeines
Das ehemalige Naturschutzgebiet befindet sich unmittelbar südlich der Ortschaft Teufelsmoor und nördlich des Flusses Hamme. Es schloss unmittelbar an das früher unter Schutz gestellte Naturschutzgebiet „Breites Wasser“ und wurde am 2. August 1987 von der Bezirksregierung Lüneburg unter Schutz gestellt. Die Fläche des Schutzgebietes belief sich auf 153 Hektar. Das Gebiet trug das statistische Kennzeichen NSG LÜ 153. Zum 3. Oktober 2019 ging es in dem am 20. April 2017 ausgewiesenen Naturschutzgebiet „Hammeniederung“ auf. 

## Natur und Landschaft
Das ehemalige Schutzgebiet ist ein Teil der ausgedehnten Grünlandniederung an der Hamme. Es handelt sich um Feuchtgrünland, das an den vorhandenen Tümpeln und Gräben dichten Schilfröhrichtbestände aufweist. Die tiefer gelegenen Flächen werden regelmäßig jährlich überflutet und sind nur eingeschränkt nutzbar.
Der besondere Schutzzweck bestand gemäß § 3 Abs. 1 der Schutzgebietsverordnung in der „Erhaltung und Entwicklung des im Feuchtgebiet nationaler Bedeutung Hammeniederung (...) auf Hochmoor im Übergang zum Niedermoor befindlichen, extensiv genutzten Feuchtgrünlandes mit seinem weit verzweigten Grabensystem“.

## Tier- und Pflanzenwelt
Im ehemaligen Schutzgebiet finden sich eine ganze Reihe von seltenen und erhaltungswürdigen Pflanzengesellschaften, wie z. B. Krebsscherengesellschaften, Laichkrautgesellschaften, Großseggen- und Kleinseggenriede, Röhrichte und Feuchtwiesengesellschaften und für gefährdete Pflanzenarten.
Die faunistische Bedeutung des Gebietes erhält das Gebiet durch seine Funktion als Brut-, Nahrungs- und Rastbiotop zum Teil bestandsbedrohter und stark gefährdeter Vogelarten, die an solche feuchten Niederungen besonders angepasst sind, insbesondere als international bedeutsamer Rastplatz für Zwergschwan und Spießente. Auch als Lebensraum von Tagfaltern, Lurchen und Reptilien ist es von Bedeutung.
Um diesen Artenbestand zu erhalten, sah die Schutzverordnung u. a. Beschränkungen der landwirtschaftlichen Flächen vor: Die Beweidung des Gebietes darf nur in relativ extensivem Umfang und erst ab dem 20. Juni geschehen.

## Andere Schutzgebiete
Etwa 147 Hektar des ehemaligen Schutzgebietes gehörten zum FFH-Gebiet Nr. 33 (Untere Wümmeniederung, Untere Hammeniederung mit Teufelsmoor) und circa 149 Hektar zum EU-Vogelschutzgebiet Nr. 35 (Hammeniederung).